# Henry Hawtrey
Henry Courtenay Hawtrey (né le 29 juin 1882 à Southampton – mort le 16 novembre 1961 à Aldershot) est un athlète britannique, spécialiste du fond.
Il remporte la médaille d'or sur 5 000 miles (8,0 km) lors des Jeux olympiques intercalaires de 1906 à Athènes.